# Ace of Spades (jeu vidéo)
Pour les articles homonymes, voir Ace of Spades (homonymie).
Ace of Spades est un jeu vidéo de tir à la première personne basé sur les voxels. C'est un jeu vidéo indépendant développé par Ben Aksoy sur PC. Le jeu utilise notamment le moteur de jeu Voxlap créé par Ken Silverman.

Depuis la sortie de Ace of Spades version Steam, le site web pour accéder à la liste des serveurs de jeu est Build and shoot.

## Modes de jeu
Il existe plusieurs modes de jeu :
- CTF (Capture The Flag) dans lequel il faut prendre les documents de l'équipe adverse puis la ramener dans la base de son équipe. Les gagnants seront ceux qui arriveront à atteindre en premier le nombre de captures nécessaire.
- Zombie dans lequel à chaque début de partie plusieurs joueurs deviennent zombies et doivent tuer les autres joueurs qui deviennent zombie à leur tour. La partie est finie lorsque tous les survivants sont morts ou que le temps est écoulé.
- Mine de diamant dans lequel les joueurs doivent trouver des diamants enfouis et les emmener à leur point de dépôt.
- Base occupé dans lequel une équipe essaye de faire exploser une bombe dans la base de l'équipe adverse qui elle, doit défendre cette base.
- Combat à mort par équipe dans lequel les joueurs s'affrontent et essayent de tuer les joueurs de l'équipe adverse. C'est le mode principal de ce jeu.
- V.I.P est l'un des deux nouveaux modes ajoutés dans le pack 'St.Valentines Day's Massacre' dans lequel Un joueur (souvent le meilleur) est désigné VIP. Son équipe doit le défendre et tuez le VIP ennemi. après cela, il faut éliminer les joueurs de l'équipe ennemie qui ne réapparaissent plus.

## Classes

### Commando
Le commando est une classe avec laquelle le joueur possède :
- un lance-missile
- une mitraillette
- des modèles adaptés a la classe
- une pioche
- des blocs

### Tireur d'élite
Le tireur d'élite est une classe avec laquelle le joueur possède :
- un sniper et sniper rafale
- un pistolet
- des modèles adaptés et des mines
- une pioche
- des blocs

### Ingénieur
L'ingénieur est une classe dans laquelle le joueur possède :
- un jetpack
- des blocs
- des modèles adaptés

### Mineur
Le mineur est une classe avec laquelle le joueur possède :
- des blocs
- une pelle
- un fusil à pompe

## Successeur
Le 20 novembre 2014, Jagex annonce Block N Load serait le successeur en free-to-play à Ace of Spades. Block N Load sera développé à partir du travail d’Alex Horton, directeur artistique chez Jagex à l'époque, qui a reconnu que Ace of Spades n'avait pas "bien démarré", cela pourquoi il avait demandé à la direction de Jagex de créer une nouveau titre du même genre.